# Verrucoentomon rafalskii
Verrucoentomon rafalskii är en urinsektsart som beskrevs av Andrzej Szeptycki 1997. Verrucoentomon rafalskii ingår i släktet Verrucoentomon och familjen lönntrevfotingar. Inga underarter finns listade i Catalogue of Life.